# Coma d'Amitges (Espot)
La Coma d'Amitges és una coma que es troba al vessant sud del Pirineu, a l'esquerra de la vall de Ratera, de la qual forma part. Pertany al terme municipal d'Espot, al Pallars Sobirà, i està dins del Parc Nacional d'Aigüestortes i Estany de Sant Maurici. Està limitada al nord pels pics de Bassiero, el pic d'Amitges i el pic de Saboredo. A la part central de la coma s'erigeixen les Agulles d'Amitges.
La coma d'Amitges conté els següents estanys:
- Estany dels Barbs, a 2.375 metres d'altitud. Desaigua en l'estany de la Munyidera.
- Estany de la Munyidera, a 2.367 metres. Desaigua en l'estany Gran d'Amitges.
- Estany Gran d'Amitges, estany represat ubicat a 2.363 metres. Desaigua al de la Llosa de Damont.
- Estany de la Llosa de Damont, a 2.355 metres. Desaigua al de la Llosa de Davall.
- Estany de la Llosa de Davall, a 2.326 metres. Desaigua a l'estany de Ratera.

El refugi d'Amitges està situat just al sud de l'estany Gran d'Amitges.